# Chinchinim
Chinchinim là một thị trấn thống kê (census town) của quận South Goa thuộc bang Goa, Ấn Độ.

## Nhân khẩu
Theo điều tra dân số năm 2001 của Ấn Độ, Chinchinim có dân số 7033 người. Phái nam chiếm 47% tổng số dân và phái nữ chiếm 53%. Chinchinim có tỷ lệ 75% biết đọc biết viết, cao hơn tỷ lệ trung bình toàn quốc là 59,5%: tỷ lệ cho phái nam là 77%, và tỷ lệ cho phái nữ là 73%. Tại Chinchinim, 9% dân số nhỏ hơn 6 tuổi.